# 下小鳥ダム
下小鳥ダム（しもことりダム、しもおどりダム）は、岐阜県飛騨市に所在する、一級河川の神通川水系小鳥川に建設されたダム。高さ119メートルのロックフィルダムで、関西電力の発電用ダムである。同社の水力発電所・下小鳥発電所に送水し、最大14万2,000キロワットの電力を発生する。ダム湖（人造湖）の名は下小鳥湖という。

## 歴史
神通川は岐阜県の川上岳（1,626メートル）に端を発し、富山県を経て日本海（富山湾）に注ぐ川である。岐阜県内では宮川と呼ばれており、この流域には1925年（大正14年）、日本電力によって当時としては日本最大規模の水力発電所である蟹寺発電所が完成した。その後、日本の電気事業は1939年（昭和14年）の日本発送電設立に象徴されるように政府の管理下に置かれることとなったが、戦後は分割・民営化され、宮川流域の水力発電所は関西電力に、それ以外の神通川流域は北陸電力に、それぞれ継承された。関西電力は設立後間もない1952年（昭和27年）より、宮川におけるダム建設事業を進め、打保ダムと坂上ダムを1953年（昭和28年）に、角川ダムを1955年（昭和30年）に完成させた。その後、宮川の支流である小鳥川における電源開発計画を構想し、1970年（昭和45年）より事業に着手した。
関西電力は当初、小鳥川に3基のダムおよび発電所を建設することを計画していた。上流より順に上小鳥ダム、中小鳥ダム、下小鳥ダムを建設し、各地点ごとに1か所ずつ水力発電所を付設。合計最大9万9,000キロワットの電力を発生するというものである。さらに、3ダムによって河川流量を調整することができるため、下流に位置する既設水力発電所の発生電力量を増大させる効果もあると期待された。上小鳥ダムと中小鳥ダムは重力式コンクリートダムとして計画され、堤高はそれぞれ102メートル・95メートルと堂々たるものであったが、とりわけ高さ128メートルのアーチ式コンクリートダムとして計画された下小鳥ダムは、計画された3ダムの中でも最大の規模であった。
ところが地質調査の結果、ダムを建設する上での問題点が見つかった。下小鳥ダム地点は堅固な地盤が必要とされるアーチ式コンクリートダムを建設するには不向きとされ、中小鳥ダム地点はアーチ式コンクリートダムよりも地質条件で比較的余裕のある重力式コンクリートダムですら建設に不向きとされた。上小鳥ダム地点は地質条件の問題はないが、川は上流へ行くほど先細りしているため、水不足が懸念された。
関西電力は計画を見直し、上小鳥ダムと中小鳥ダムの建設を中止。計画を下小鳥ダム1基に絞った上で、その型式をアーチ式コンクリートダムから地質条件に余裕のあるロックフィルダムへと変更した。下小鳥ダムは1973年（昭和48年）に完成、同年3月に湛水を開始し、同年5月25日には1971年（昭和46年）5月20日より起工していた下小鳥発電所が運転を開始した。堤高を9メートル低い119メートルに抑えたとは言え、総貯水容量は1億2,303万7,000立方メートルと、これは神通川水系に建設されたダムの中では最大規模である。送水先の下小鳥発電所は最大出力が14万2,000キロワットに設定されているが、これもまた神通川水系の水力発電所単体としては最大規模である。
関西電力は2018年、下流に「下小鳥維持流量発電所」(仮称)を建設し、2021年に営業運転を始める計画を発表した。
|          | ダム名     | 堤高 (m) | 有効貯水 容量 (千m3) | 型式         | 発電所出力 (kW) |
| -------- | ---------- | -------- | -------------------- | ------------ | --------------- |
| 当初計画 | 下小鳥ダム | 128.0    | 119,400              | アーチ       | 38,000          |
| 当初計画 | 中小鳥ダム | 95.0     | 55,000               | 重力         | 33,000          |
| 当初計画 | 上小鳥ダム | 102.0    | 77,760               | 重力         | 28,000          |
| 当初計画 | （合計）   | －       | 252,160              | －           | 99,000          |
| 現行     | 下小鳥ダム | 119.0    | 94,958               | ロックフィル | 142,000         |

## 周辺・アクセス
東海北陸自動車道・飛驒清見インターチェンジから岐阜県道478号清見河合線を北上。高山市から飛騨市に入ってしばらく進むと、下小鳥ダムに至る。湖畔には東海北陸自動車道・飛驒河合パーキングエリアがある。2008年（平成20年）には社会実験としてスマートインターチェンジが設置されていたが、既に実験は終了しており、現在は利用できない。
小鳥川では下小鳥ダムが建設されて以来、ダムから発電所までの区間は水量が著しく減少していたが、2003年（平成15年）より、下小鳥ダム直下からの河川維持放流が行われるようになった。ダム周辺は関西電力の社員のほか、ダム建設にあたって転出した元・住民らが再び集まって植樹などの手入れがなされている。
湖畔は桜や紅葉の名所となっており中部北陸自然歩道のモデルコースである「下小鳥ダムと稲越渓流のみち」のルート上にある。
下小鳥湖では河ふぐと呼ばれる魚が養殖されている。実際にはナマズの一種なのだが、フグにも劣らない美味であるとして、梶原拓岐阜県知事（当時）が1992年（平成4年）に命名した。
小鳥川が宮川へ合流する地点の周辺には角川ダム、坂上ダム、打保ダムと、関西電力の発電用ダムが密集している。大正時代に建設され、その歴史的価値も高い蟹寺発電所も未だ健在である。

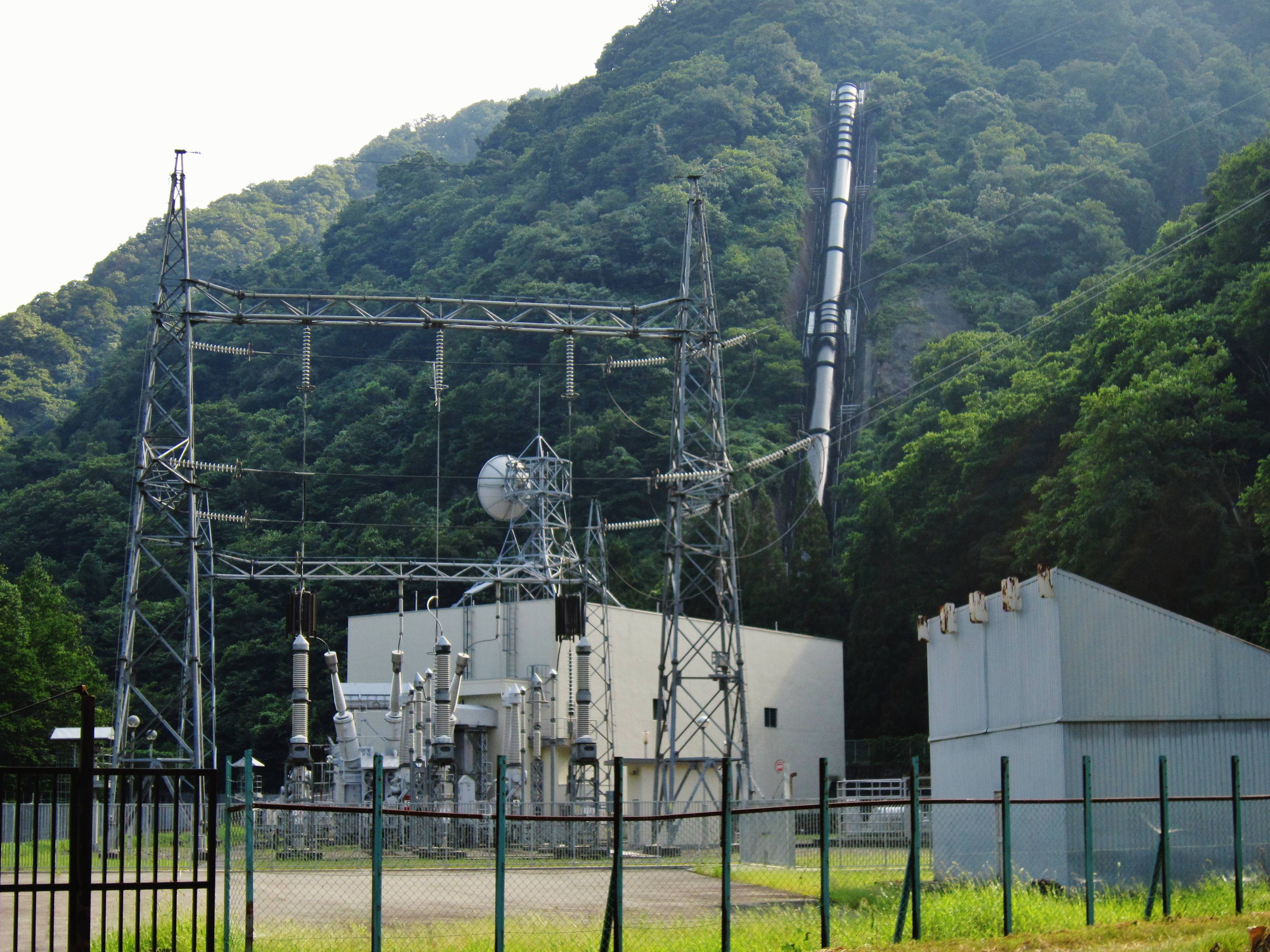
下小鳥発電所